# 電鍍鋅鋼板
電鍍鋅鋼板，鋼的一種，又稱為EG料，按日本標準的話，可分為SECC，SECD等。

## 製造工藝
通過在鋼材表面電鍍鋅而製成。

## 優缺點
- 耐腐蝕。
- 外觀漂亮。
- 加工性、噴鍍性優異。